# 프란시스코 프라디야 오르티스
프란시스코 프라디야 오르티스(Francisco Pradilla Ortiz, 1848년 7월 24일~1921년 11월 1일)는 19세기 스페인의 화가로, 스페인 역사화를 전문으로 활동하였다.

## 생애
1848년 사라고사지방의 비야누에바데가예고 마을에서 태어났으며 사라고사에서 학업을 마쳤다. 이후 산 페르난도 왕립예술원을 거쳐 마드리드의 수채화예술원 (Academia de Acuarelistas)으로 진학했다.
1873년 로마 주재 스페인 예술원의 초대 유학생으로 선발되었으며 프랑스와 베네치아 여행을 다니며 옛 거장들의 작품들을 연구할 기회를 얻었다. 1878년 스페인 국가미술전시회에 《광녀 도냐 호아나》를 출품하여 명예훈장을 수여받았으며, 1879년에는 스페인 상원에서 그라나다 항복을 다룬 역사화를 그려줄 것을 의뢰, 3년에 걸쳐 그림을 완성하였다.
1881년 로마 주재 스페인 미술원 원장으로 임명되었으나 2년 후에 원장직에서 물러났다. 이후 이탈리아를 중심으로 여행을 다니며 현지의 풍경화와 인물화를 남겼다. 1897년 고국으로 돌아와 프라도 미술관의 관장직을 역임하다 다시 화가로서 작품활동에 나섰다. 이후 1921년 스페인 마드리드에서 사망했다.

## 대표작
오르티스는 평생 동안 1,000점이 넘는 작품을 남겼는데 당대의 미술사조와는 관련없는 다양한 주제와 양식의 작품을 남겼으며, 특히 역사적 사건을 다룬 그림들로 유명세를 얻었다. 대표작으로는 그라나다의 마지막 무슬림 왕조 통치자였던 무함마드 12세가 피난 직전 도시를 바라보는 모습을 그린 《무어인의 한숨》이 있다. 이 그림은 상술한 《그라나다의 항복》과 함께 현재 그라나다시의 카피야 레알에 소장되어 있다.
다만 오르티스가 가장 많이 그렸던 장르화는 현지의 풍습을 소재로 삼은 '코스툼브리스타스' (costumbristas)라는 이름의 낭만주의 습작과, 인상주의의 영향을 받은 스케치 풍경화였다. 이는 은행 파산 이후 재정압박에 시달리는 바람에 더욱 잘 팔리는 그림을 그려야 했으리라는 추측이다.

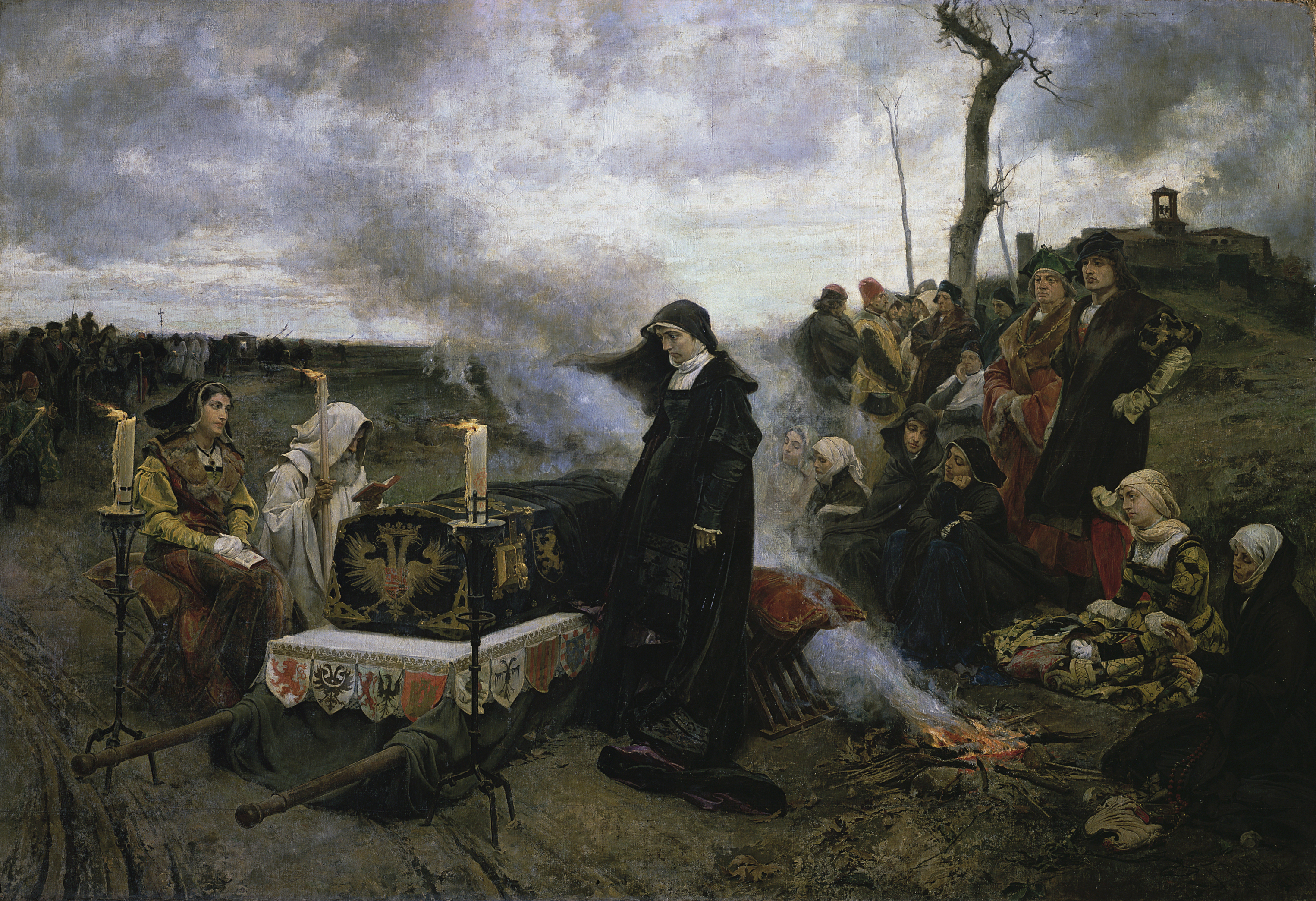
《광녀 도냐 후아나》 (1877년), 프라도 미술관 소장.
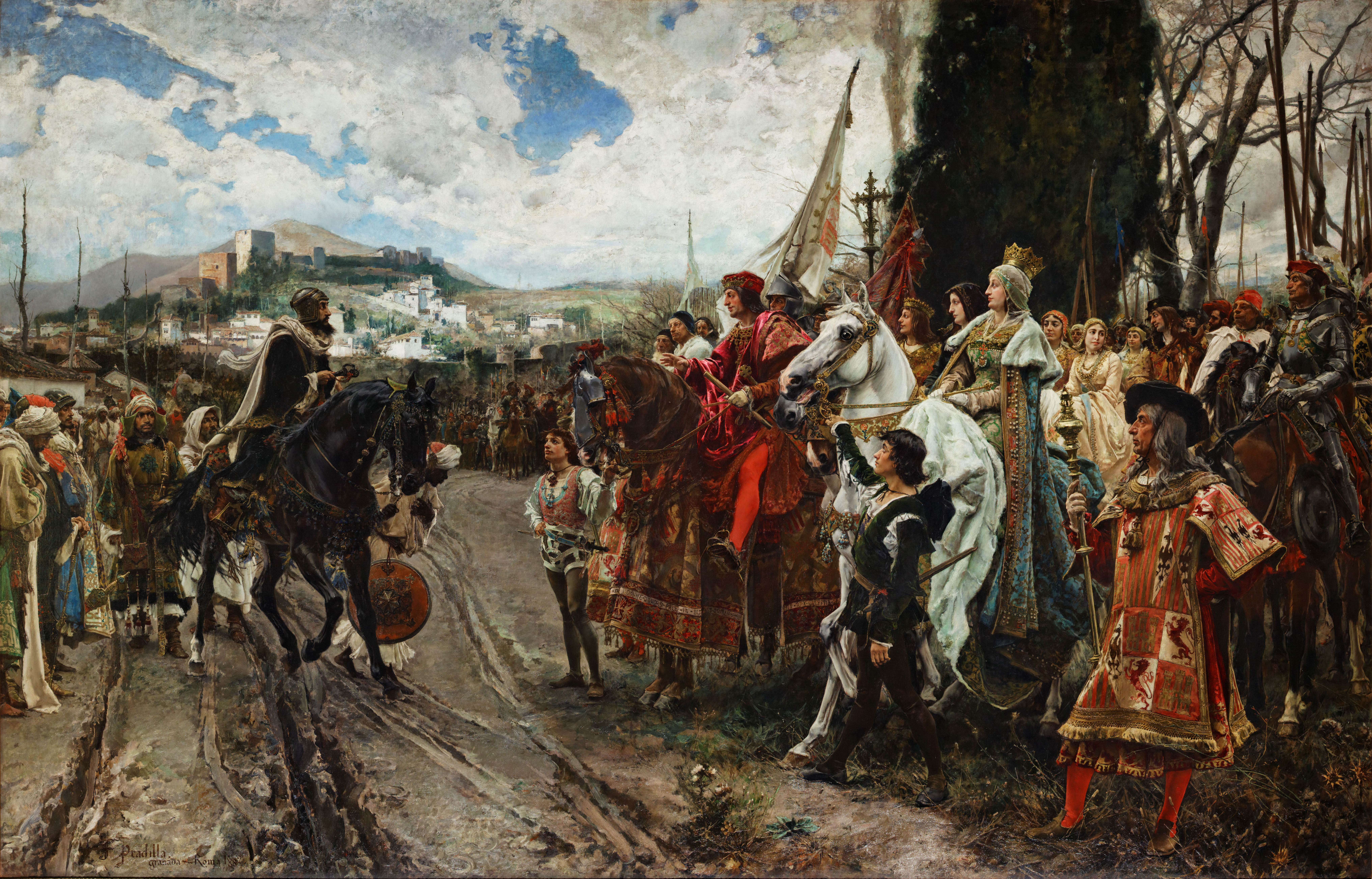
《그라나다의 항복》 (1882년). 무함마드 12세가 페란도 2세와 이사벨 1세에게 무릎을 꿇는 장면을 그렸다.
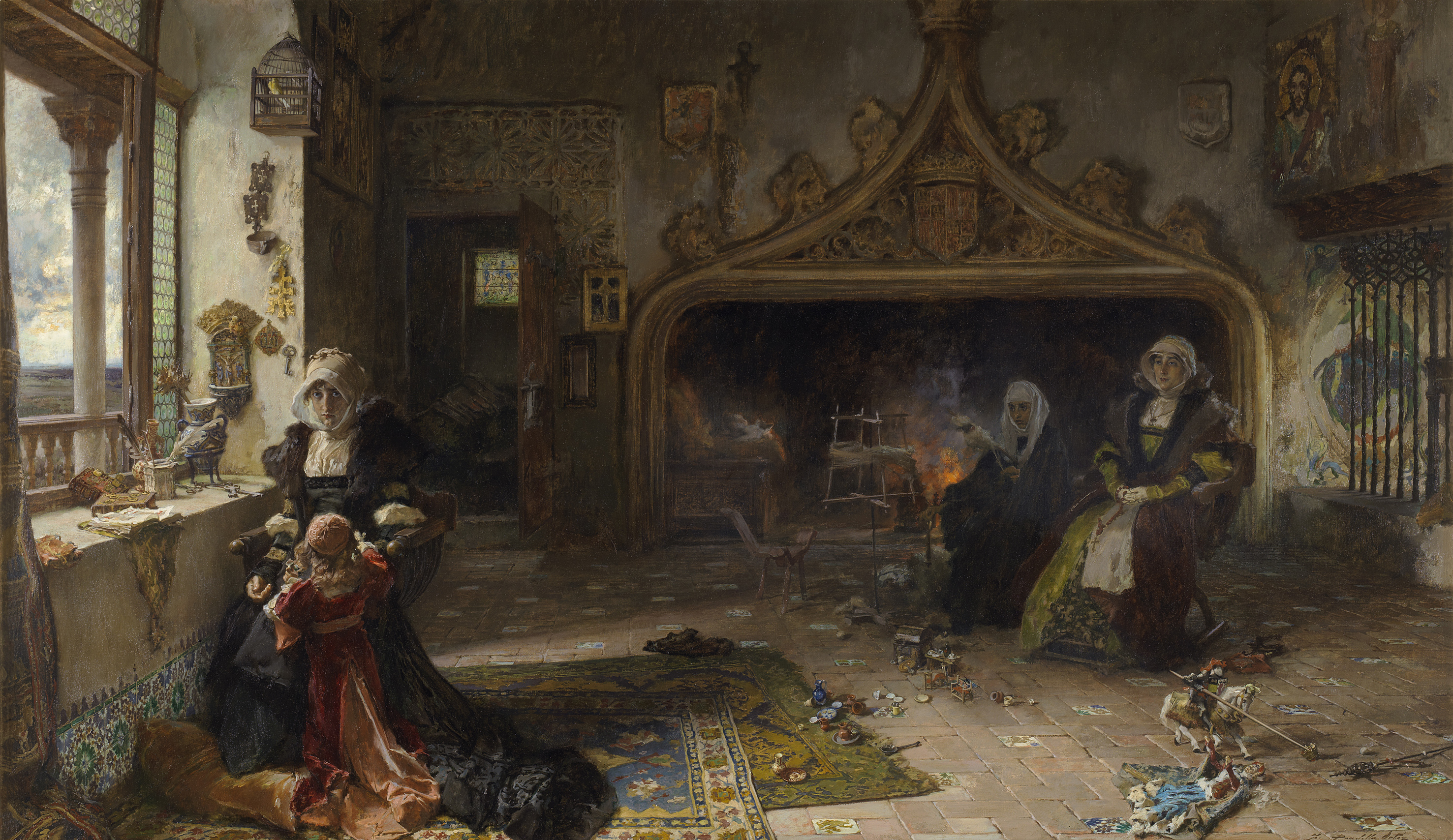
《토르데시야스에 갇힌 광녀 후아나와 딸 인판타 카탈리나》(1906년), 프라도 미술관 소장
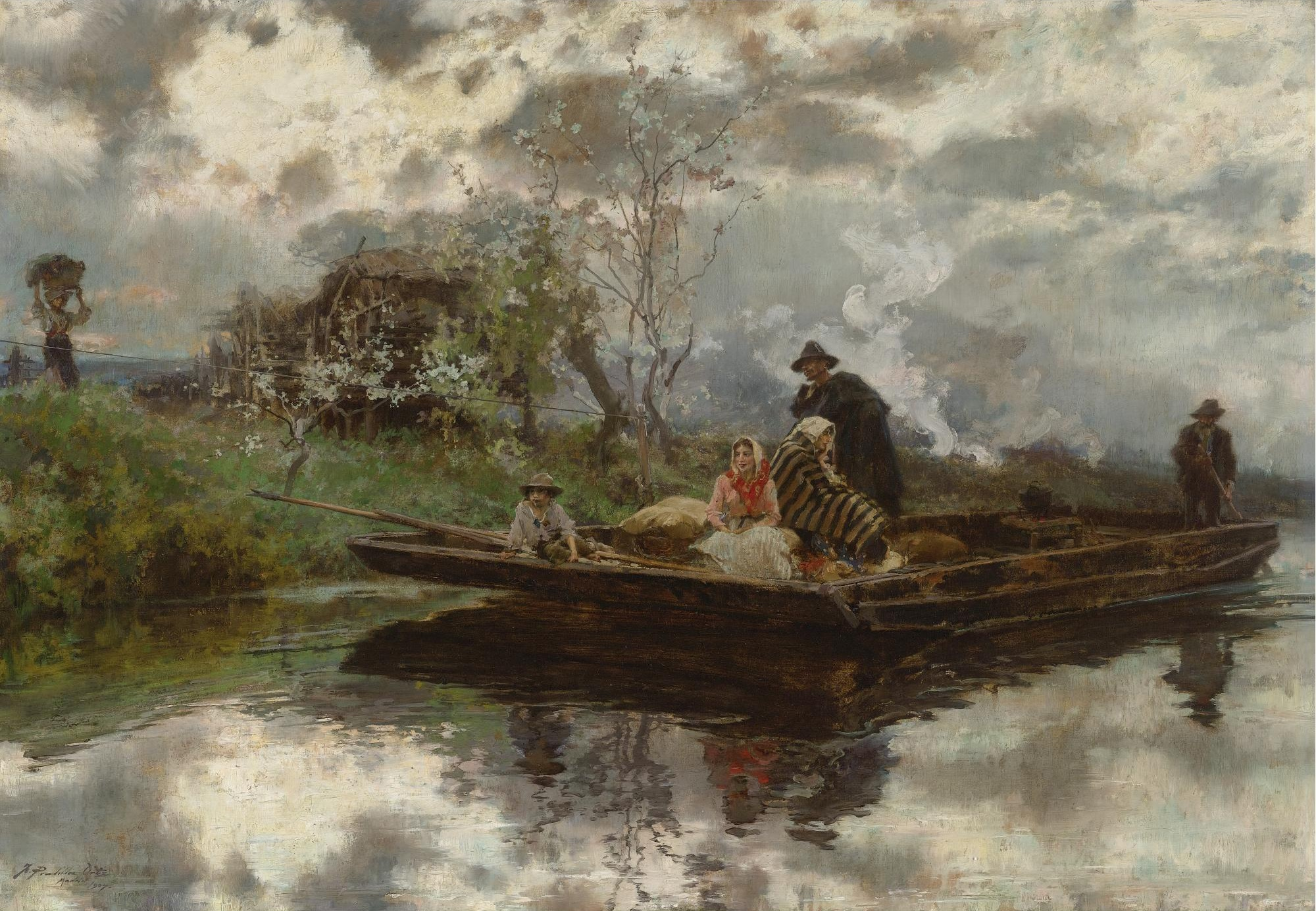
《봄날 이탈리아의 안개》 (1907년)
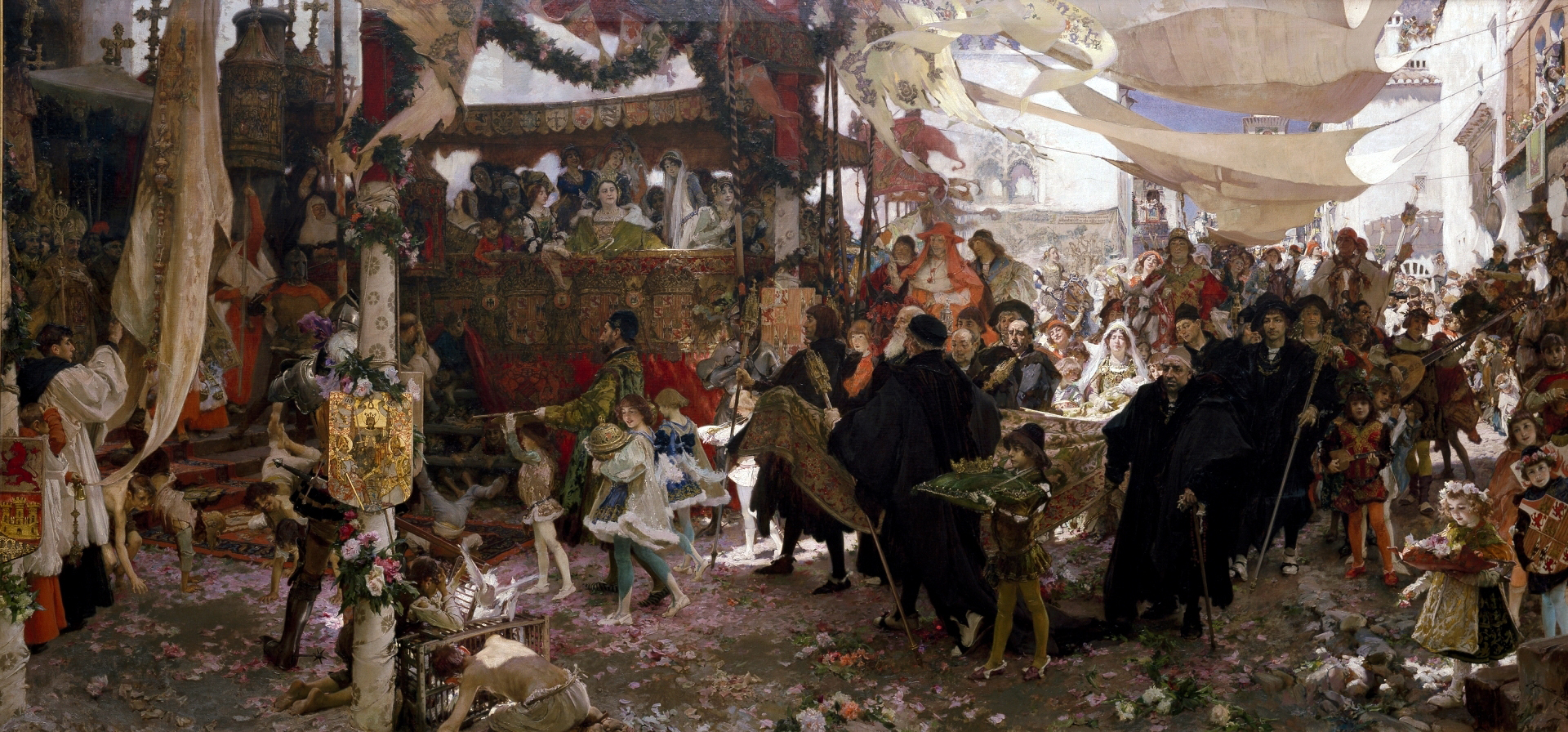
《후안 왕자의 세례》 (1910년), 프라도 미술관 소장
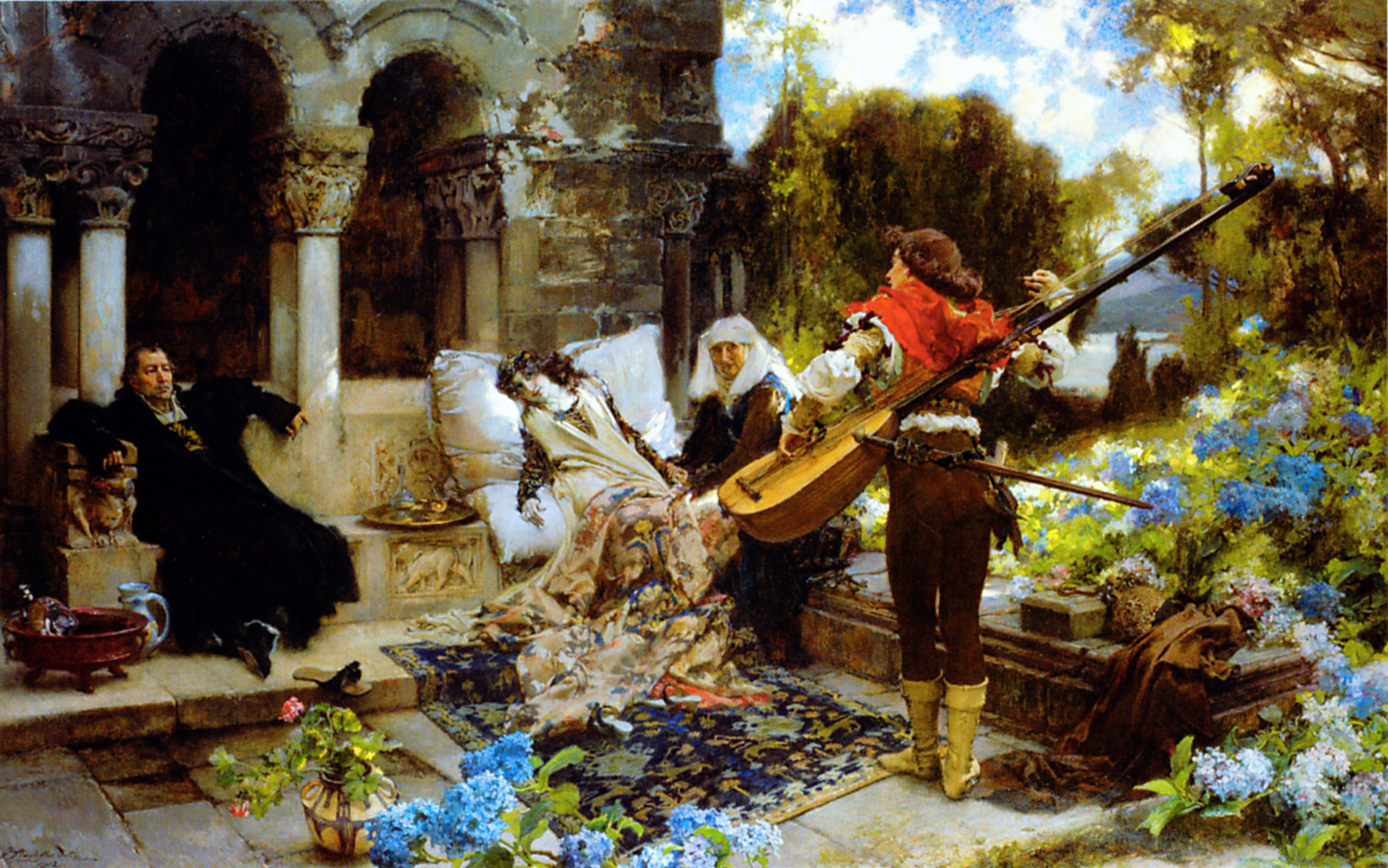
《상사병》 (1912년)